# ЗМЗ-405
ЗМЗ-405 — семейство бензиновых 4-цилиндровых инжекторных двигателей производства ОАО «Заволжский моторный завод». Является развитием (модернизацией) двигателя поколения ЗМЗ-406. На рынке появился в 2000 году в составе автомобиля ГАЗ-3111 28 апреля 2004 года ЗМЗ-40522 стал 13-миллионным двигателем марки «ЗМЗ»..

## Применение
Основным потребителем двигателя являлось ОАО «ГАЗ», но 30 января 2009 года было объявлено, что из-за отсутствия договорённости о снижении цены ОАО «ГАЗ» отказывается от закупок в пользу УМЗ-4216, разработанного на базе мотора ЗМЗ-24, цена которых ниже на 40%. 
В сентябре 2009 года был подписан договор на проведение работ по адаптации двигателя ЗМЗ-40524.10 к автомобилю Fiat Ducato. Работы были проведены в 2009 году, а в марте 2010 года этот проект был одобрен. На 2011 год было запланировано производство 15 тыс. двигателей ЗМЗ-405, интегрированных для автомобиля Fiat Ducato. Серийно Fiat Ducato с мотором ЗМЗ 405 не выпускались, моторы остались невостребованными. Совместный проект Sollers и Fiat свернут, по инициативе Fiat.
ЗМЗ 405 применялся на таких автомобилях как ГАЗ 31105, ГАЗ 3111, ГАЗ 3302, ГАЗ 2705, ГАЗ 27057, ГАЗ 33021, ГАЗ 32213, ГАЗ 322137, ГАЗ 330232, ГАЗ 2310, ГАЗ 23107, ГАЗ 2217, ГАЗ 22177, ГАЗ 2752, ГАЗ 27527.

## Характеристики
Основным отличием от базовой модели ЗМЗ-406 стало увеличение объёма на 7,9 % и мощности двигателя на 4,8 %.
ЗМЗ-40522.10 (Евро 2), ЗМЗ-40524.10 (евро 3) — Газель

## Модификации
- ЗМЗ-4052.10 - изначальная модификация мотора.
- ЗМЗ-40522.10  - модификация отвечающая экологическим требованиям Евро 2.
- ЗМЗ-40524.10 - модификация отвечающая экологическим требованиям Евро 3, для установки в автомобили Волга.
- ЗМЗ-40525.10 - модификация отвечающая экологическим требованиям Евро 3, для установки в автомобили Газель.
- ЗМЗ-4054.10 - модификация двигателя с турбонаддувом и интеркулером. В шатунно- поршневой группе применялся стальной коленвал и кованная поршневая. На автомобиль устанавливался теплообменник охлаждающей жидкости и моторного масла. Заводская отпускная цена на 2007 год, 128856 рублей. Устанавливался на автомобили УАЗ Патриот и ГАЗ Волга 3110. Мощность двигателя 143,4 кВт (195 л.с.) и крутящий момент 343 Н\м при 4000 об/мин. Степень сжатия 7,4. Отвечал экологическому классу - Евро 2.

## ЗМЗ-405.24 (Евро 3)
Усовершенствованный двигатель, соответствующий требованиям Евро 3, выпускается с 1 января 2008 года.
Сохранив прежние характеристики, в новом двигателе были внесены конструктивные изменения, в первую очередь коснувшиеся головки блока, где были исключены каналы системы холостого хода — её функции взял на себя электронно-управляемый дроссель. Масса головки была снижена на 1,3 кг, для её крепления стали использоваться удлинённые на 24 мм болты. Вместо прокладки ГБЦ из безасбестового армированного материала с металлическими окантовками уплотнения стала использоваться двухслойная металлическая, с пружинящими «зигами», обеспечивающими уплотнение газовых стыков, каналов систем смазки и охлаждения. Её толщина 0,5 мм, что втрое меньше прежней, мягкой прокладки. Новая прокладка более термостойка, также позволяет надежно герметизировать соединение головки и блока цилиндров при меньшем моменте затяжки болтов по сравнению с прежним, что уменьшает возможность деформации цилиндров.
При переходе на управление двигателем с электронным дросселем отпала необходимость в ряде деталей — таких, как: регулятор холостого хода с воздушными патрубками, дроссельный патрубок с датчиком положения заслонки вместе со шлангами для его подогрева от системы охлаждения. Приводной ремень вспомогательных агрегатов стал немного длиннее, при этом стал ставиться самонатяжной ролик привода, рассчитанный на 150 тыс. км пробега.
Блок цилиндров сохранил взаимозаменяемость с предшественниками. Были сделаны протоки в отливке между цилиндрами, при этом были ликвидированы поперечные прорези-щели в системе охлаждения между цилиндрами, что позволило увеличить жёсткость блока. Для снижения расхода масла на угар у нового блока были изменены параметры плосковершинного хонингования цилиндров (ширина, глубина, углы наклона рисок).

## Ресурс
На практике ресурс ЗМЗ-405 до первого капитального ремонта составляет 200—300 тыс. км и даже более, при этом, как правило, ограничиваются лишь заменой цилиндро-поршневой группы. Цилиндро-поршневая группа имеет 5 ремонтных групп по заводской документации. Единственная деталь в двигателе, требующая замены в промежутках между ремонтами — цепь ГРМ, ресурса которой хватает примерно на 100 тыс. км пробега.